# William Heckscher
Wilhelm Sebastian Martin Hugo "William" Heckscher (Hamburg, 14 december 1904 – Princeton, 27 november 1999) was een Duitse kunsthistoricus, portretschilder en museumdirecteur. Hij was hoogleraar in de beeldende kunst en kunstgeschiedenis aan de Universiteit Utrecht en aan universiteiten in de Verenigde Staten en Canada.

## Jeugd en opvoeding
Heckscher werd in Hamburg geboren als zoon van Hulda Foerster en Siegfried Heckscher, advocaat en directeur van de Hamburg-America Line. Zijn grootvader van moederskant was de astronoom en wiskundige Wilhelm Foerster.
Van 1918 tot 1921 woonde het gezin in Nederland, terwijl Heckschers vader als ambassadeur van de Weimarrepubliek in Den Haag diende. Heckscher bezocht het elitaire Nederlandsch Lyceum waar kunstgeschiedenis behoorde tot het vakkenpakket, en waar hij de bijnaam "Spitsmuis" kreeg; ook leerde hij hier de latere  koningin Juliana kennen. Hij vergrootte zijn kennis van geschiedenis en schilderkunst door in zijn vrije tijd te studeren in de Koninklijke Bibliotheek, het Mauritshuis en het Kröller-Müller Museum. Toen hij een lezing van de Utrechtse hoogleraar Willem Vogelsang bijwoonde, werd hij gegrepen door diens enthousiasme:  "Op dat moment opende een raam naar een nieuwgevonden wereld: de cultuurhistorische benadering van kunstwerken."
Nadat het gezin naar Hamburg was teruggekeerd, ging Heckscher naar de Kunstgewerbeschule van de stad, nu de Hochschule für bildende Künste Hamburg, maar zakte voor het vak keramiek. Na zijn formele kunstopleiding afgebroken te hebben, keerde Heckscher op 19-jarige leeftijd terug naar Den Haag en werkte als portretschilder. Hij bracht maanden door met het kopiëren van panelen van Jan van Eyck en Konrad Witz. Zijn portretschilderkunst was in trek bij Nederlandse, Duitse en Belgische opdrachtgevers; dit was zijn middel van bestaan van 1924 tot 1930.
Heckscher kreeg in 1931 de opdracht een portret te schilderen van Gustav Pauli, de directeur van de Hamburger Kunsthalle. Tijdens hun werk in het kantoor van Pauli werden zij onderbroken door een hun onbekende. De man, blijkbaar een collega van Pauli, begon onmiddellijk over een probleem met Albrecht Dürer dat hem dwars zat. De geanimeerde discussie van de vreemdeling met Pauli liet Heckscher versteld staan over  het inzicht van de man. Geïntrigeerd volgde Heckscher Erwin Panofsky naar zijn kantoor en smeekte hem om bij hem te mogen studeren. Panofsky was niet onder de indruk van Heckschers opleiding - hij had de middelbare school immers nooit afgemaakt - maar Heckscher hield vol en Panofsky gaf uiteindelijk toe en vertelde hem over een programma dat begaafde studenten steunde die de middelbare school niet hadden afgemaakt. Heckscher slaagde voor het strenge examen en werd toegelaten aan de Universiteit Hamburg, maar kreeg slechts aarzelend een plaats achter in de collegezaal van Panofsky. Ook volgde hij colleges (in onder meer Nederlandse kunst) van Charles de Tolnay en Edgar Wind.
In 1932 en 1933 woonde Heckscher in New York waar hij werkte als assistent van Panofsky. Gedurende deze tijd schreef hij zich in als doctoraalstudent kunstgeschiedenis aan het Institute of Fine Arts van de New York-universiteit. Heckscher keerde in 1934 terug naar Duitsland om zijn studie daar voort te zetten. Hij en zijn moeder werden door de Gestapo vastgehouden en tien dagen lang ondervraagd nadat ze ervan beschuldigd waren pacifistische connecties te hebben.
Aanvankelijk wilde Heckscher een proefschrift schrijven over Hendrick ter Brugghen, maar hij koos uiteindelijk voor een studie over de doorwerking van de klassieke Romeinse ruïnes, waarop hij in 1936 promoveerde aan de Universiteit van Hamburg. Panofsky was verhuisd naar het Institute for Advanced Study, en Heckscher volgde hem naar Princeton als gastdocent kunstgeschiedenis. Heckscher studeerde er Engels, en begon het jaar daarop in Londen een studie taalkunde.
In 1940 werd Heckscher in Londen aangehouden als vijandelijke vreemdeling. Hij werd naar een interneringskamp in Farnham, Quebec, gestuurd, waar hij achttien maanden vastzat. In die periode organiseerde hij een informele gevangenisschool om buitenlandse geïnterneerden te helpen zich voor te bereiden op universitaire toelatingsexamens.

## Carrière

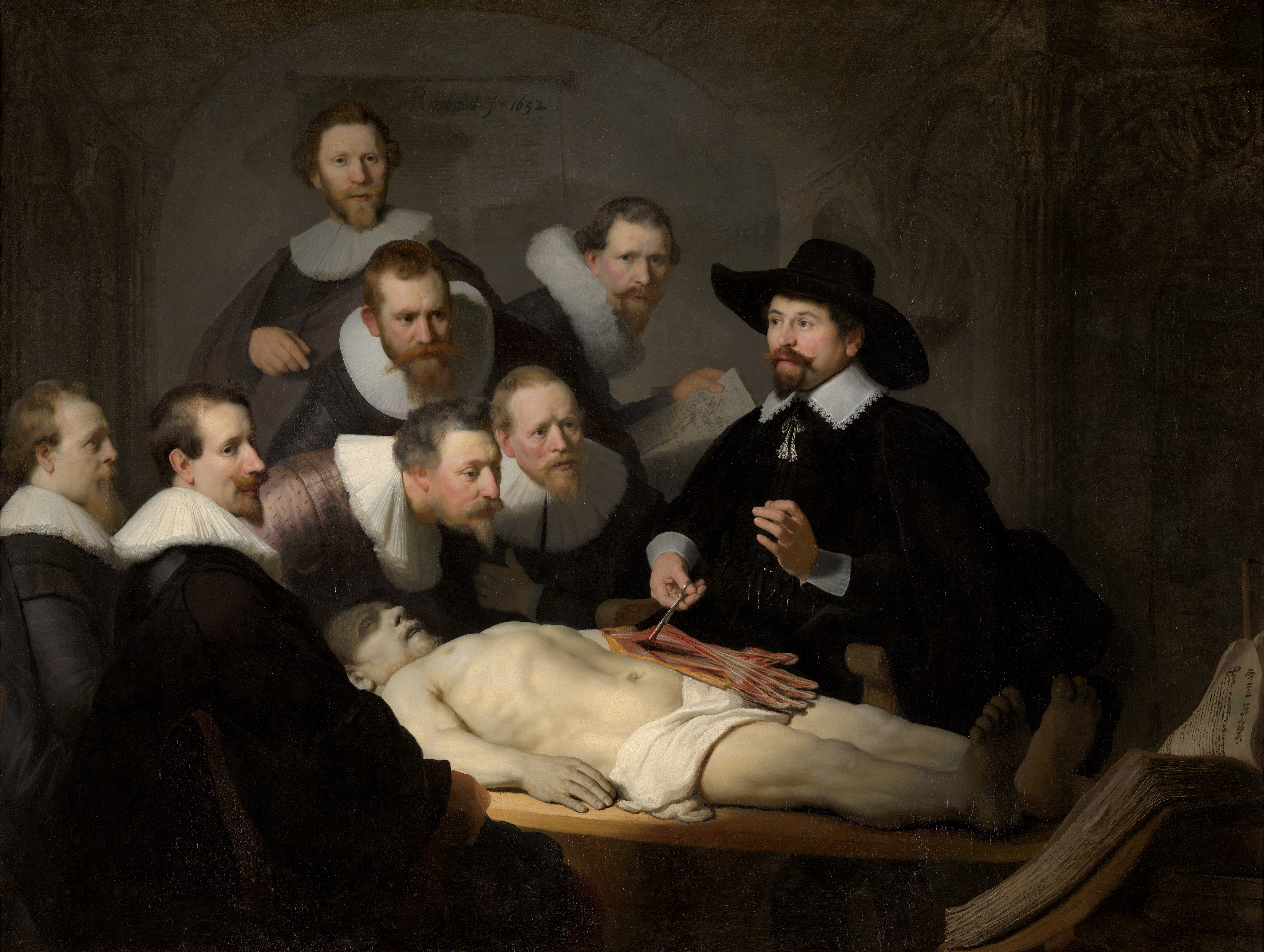
Rembrandt van Rijn, De antatomische les van dr. Nicolaas Tulp, 1632

Heckscher doceerde een korte periode kunstgeschiedenis aan de Universiteit van Toronto, en vervolgens tussen 1942 en 1946 Duitse taal en fonetiek aan het Carleton College, de Universiteit van Saskatchewan, en de Universiteit van Manitoba. In 1947 verhuisde hij naar de Verenigde Staten om kunstgeschiedenis te doceren aan de Universiteit van Iowa. Als bursaal aan het Institute for Advanced Study in Princeton maakte hij kennis met Albert Einstein. Ook ontmoette hij hier Panofsky's secretaresse, Roxane Sanossian, die Heckschers partner werd (pas in 1975 zouden ze trouwen).
In 1955 kreeg hij de kans om terug te keren naar Nederland toen hij werd  benoemd tot hoogleraar Middeleeuwse kunst en iconologie aan het Kunsthistorisch Instituut van de Universiteit Utrecht, aangetrokken door Jan Gerrit van Gelder die de iconologie beschouwde als belangrijke hulpwetenschap. Heckschers inaugurele rede, geschreven in een verheven en opzettelijk ouderwets Nederlands, betrof de overdracht van een collectie antieke bronzen aan het Romeinse volk door Paus Sixtus IV op 15 december 1471. Heckscher zag in deze daad de oprichting van het eerste moderne, openbare museum. De bronzen, die in het Palazzo dei Conservatori waren gedeponeerd, werden beschikbaar gesteld voor onderzoek, om te worden gekopieerd en geparafraseerd en "verweven in het weefsel van nostalgische dromen".
In Utrecht had Heckscher onder meer Italianiste Helen van den Berg-Noë, de latere hoogleraren Jan Emmens, die zijn assistent werd, en Eddy de Jongh als studenten, en raakte bevriend met Pierre Vinken. Ook  prinses Irene volgde zijn lessen. Hij nam het Utrechts Psalter onder zijn hoede en publiceerde in deze jaren zijn belangrijkste werk: Rembrandt's Anatomy of Dr. Nicolaas Tulp: An Iconological Study (1958), gewijd aan het gelijknamige schilderij door Rembrandt. Hij slaagde er echter niet in om een eigen instituut voor iconologie op te richten en nam na een hoog oplopende ruzie  ontslag. Zijn collega's droegen in 1964 het vijftiende nummer van het Nederlands Kunsthistorisch Jaarboek aan hem op. In 1966 werd hij opgevolgd door Jan Emmens.
Heckscher werd in 1966 voorzitter van de afdeling kunstgeschiedenis aan Duke University in de VS. Hier werd hij in 1970 ook directeur van het Duke University Museum of Art. Hij ging in 1974 met emeritaat en verhuisde met Roxane naar Princeton, waar hij zijn wetenschappelijk onderzoek voortzette en adviseur was van de afdeling zeldzame drukken van de bibliotheek van Princeton University. Hij overleed op 27 november 1999 in zijn huis in Princeton.
In 2001 werd het archief van Heckscher, met onder meer 15.000 brieven, vanuit Princeton overgebracht naar het Warburg Haus, Hamburg.

## Werken (selectie)
- 1936. Die Romruinen: Die geistigen Voraussetzungen ihrer Wertung im Mittelalter und in der Renaissance. Hamburg, Univ., Diss.
- 1947. 'Bernini's Elephant and Obelisk.' In:  Art Bulletin, Volume 29, No. 3, p. 155-182.
- 1955. Sixtvs IIII aeneas insignes statvas romano popvlo restitvendas censvit. Oratie Universiteit Utrecht, 31 oktober 1955.
- 1958. Rembrandt's Anatomy of Dr. Nicolaas Tulp. New York: New York University Press.
- 1964. 'The Genesis of Iconology', in: Stil und Überlieferung in der Kunst des Abendlandes, Akten des XXI Internationalen Kongresses für Kunstgeschichte. Vol. 3, p. 239-262.
- 1966. 'Aby M. Warburg, 13 juni 1866 - 26 oktober 1929'. In: Hollands Maandblad. Jaargang 8, p. 226-235.
- 1966. 'Sturm und Drang: Conjectures on the Origin of a Phrase.' In: Simiolus: Netherlands Quarterly for the History of Art, Vol. 1, No. 2, p. 94-105.
- 1968. 'The Annunciation of the Mérode Altarpiece: An Iconographic Study' in: Miscellanea Josef Duverger, Vol. 1. Ghent: Association for the History of Textile Arts.
- 1969. 'Erwin Panofsky: A Curriculum Vitae'. In: Record of the Art Museum, Princeton University, Vol. 28, No. 1, 'Erwin Panofsky: In Memoriam', p. 4-21.
- 1985. Art and Literature: Studies in Relationship. Duke University Press. ISBN 978-3873204171.
- 1989. The Princeton Alciati Companion: A Glossary of Neo-Latin Words and Phrases used by Andrea Alciato and the Emblem Book Writers of his Time. New York: Garland. ISBN 978-0824037154.